# Fontenoy-le-Château (comuna suprimida)
Fontenoy-le-Château era una comuna francesa situada en el departamento de Vosgos, de la región de Gran Este, que el 1 de enero de 2013 fue suprimida al fusionarse con la comuna de Le Magny, formando la comuna nueva de Fontenoy-le-Château.

## Demografía
| Gráfica de evolución demográfica de Fontenoy-le-Château entre 1800 y 2013 |
|                                                                           |

Los datos demográficos contemplados en este gráfico de la comuna de Fontenoy-le-Château se han cogido de 1800 a 1999 de la página francesa EHESS/Cassini, y los demás datos de la página del INSEE.